# Un día perfecto (U.D.P)
Un día perfecto es el sexto álbum de estudio de la banda argentina Attaque 77.

## Contenido
El disco está compuesto por 15 temas, de los cuales "Héroe" es una nueva versión de "Héroe de nadie" del disco Todo está al revés cantada en inglés por el bajista Luciano Scaglione. Tiene algunas canciones clásicas de la banda como "Cambios", "Áspero", "Onírico", "Ángel" y "Numancia". También hay una versión de "¿Qué vas a hacer conmigo?" (titulada como "Qué vas") de Los Auténticos Decadentes.
El único videoclip de este disco es el de la canción "Crecer", video en donde los músicos tocan en un fondo infantil con instrumentos de juguete.

## Canciones
| #  | Canción  | Intérprete original y/o compositores | Duración |
| -- | -------- | ------------------------------------ | -------- |
| 1  | Cambios  | Ciro Pertusi                         | 02:13    |
| 2  | Crecer   | Ciro Pertusi                         | 04:37    |
| 3  | Áspero   | Ciro Pertusi                         | 03:11    |
| 4  | Píscis   | Ciro Pertusi                         | 02:38    |
| 5  | Cinco    | Ciro Pertusi                         | 03:58    |
| 6  | Onírico  | Ciro Pertusi                         | 03:32    |
| 7  | Luz      | Ciro Pertusi, Martínez               | 03:08    |
| 8  | Ángel    | Ciro Pertusi                         | 04:16    |
| 9  | Alivio   | Ciro Pertusi                         | 04:04    |
| 10 | Que vas  | Jorge Serrano                        | 03:05    |
| 11 | Filo     | Claudio Leiva                        | 03:49    |
| 12 | Jumper   | Ciro Pertusi                         | 01:46    |
| 13 | Mensaje  | Ciro Pertusi                         | 02:40    |
| 14 | Héroe    | Ciro Pertusi, Scaglione              | 02:48    |
| 15 | Numancia | Ciro Pertusi                         | 04:31    |

## Miembros
- Ciro Pertusi: Voz líder y guitarra rítmica.
- Mariano Martinez: Guitarra líder, coros y voz.
- Luciano Scaglione: Bajo, coros y voz.
- Leo De Cecco: Batería.